# 泗耳藏族乡
泗耳藏族乡，是中华人民共和国四川省绵阳市平武县下辖的一个乡镇级行政单位。

## 行政区划
泗耳藏族乡下辖以下地区：
泗耳村、茶坊村和杨柳村。